# Ambrosio Garbisu y Pérez
Ambrosio Garbisu y Pérez (Bilbao, 1877 - Baiona, 1965) fou un polític republicà basc.

## Biografia
Membre d'Izquierda Republicana, liderà la formació azañista a Biscaia durant bona part de la Segona República. A les eleccions municipals espanyoles de 1931 fou escollit regidor de l'ajuntament de Bilbao, ocupant la primera tinença d'alcaldia. Va ser detingut en els fets de setembre de 1934, quan anava camí de l'Assemblea de Zumarraga que va presidir Indalecio Prieto. En 1936 va ser escollit com a compromisari per a l'elecció del president de la República per la circumscripció de la ciutat de Bilbao. Durant la Guerra Civil va ser Comissari de Proveïments de Biscaia en representació del Govern d'Euzkadi. Exiliat en França, va ser nomenat conseller sense cartera del Govern Basc en l'exili des de 1952 fins a la seva defunció, sota la presidència de José Antonio Aguirre i Jesús María de Leizaola.